# Los idus de marzo (novela de Thornton Wilder)
Los idus de marzo (en inglés The Ides of March) es una novela histórica con estructura epistolar escrita por el autor norteamericano Thornton Wilder, publicada en 1948. La obra trata sobre los hechos y personajes involucrados en el asesinato de Julio César, llevado a cabo el 15 de marzo de 44 a.C., que es la fecha del calendario romano a la que hace referencia su título.
Entre los más reputados admiradores de esta obra se encontraba el escritor argentino Jorge Luis Borges. También Gabriel García Márquez se ha declarado admirador de la novela. Asimismo, Arturo Pérez Reverte la incluyó entre sus lecturas recomendadas. La crítica ha alabado el gran realismo y la fuerza narrativa de la novela, sin descuidar otros aspectos formales que le dan valor.

## Estructura del texto y veracidad del relato
La novela se desarrolla en 4 libros, cada uno conformado principalmente con documentos epistolares (muchos de ellos con aclaraciones y anotaciones adicionales), de acuerdo al siguiente detalle: el Libro I contiene los documentos I al XXI; el Libro II abarca los documentos XXII al XLI-B; el Libro III incluye los documentos XLII al LVI; y el Libro IV comprende los documentos LVII al LXXII, concluyendo con un extracto de Vida de los doce Césares de Suetonio. Los documentos de cada libro son de una época previa a la del libro precedente, atraviesan el tiempo que abarca el anterior y se extienden hasta una fecha posterior.
La obra es una ficción que cuenta con elementos históricos acreditados o de público conocimiento, se ambienta en la antigua Roma y recrea el contexto de los últimos estertores del periodo conocido como República Romana, así como los hechos que preceden y desencadenan en el magnicidio del célebre caudillo y dictador romano.
Entre las modificaciones cronológicas más claras se encuentran algunos sucesos previos que se describen como contemporáneos -tales como la violación de los misterios de la Bona Dea por Publio Clodio Pulcro y el consecuente divorcio de César y su segunda esposa Pompeya (ocurridos hacia el 62 a.C.)- o las referencias a varios personajes que ya se encontraban muertos hacia esa época -incluidos Catón de Útica (fallecido en 46 a.C.), Catulo (fallecido entre 58 y 54 a.C.), Julia (fallecida en 69 a.C.) y Clodio (fallecido en 52 a.C.)-.

## Personajes principales de la novela
- Julio César, dictador de la Antigua Roma hacia el fin de la República.
- Lucio Mamilo Turrino, amigo del César que vive retirado; muchos personajes le escriben, pero nunca responde.
- Clodia (que cambió su nombre por el de Claudia), aristócrata reconocida por su belleza, inteligencia y promiscuidad. Hermana de Clodio.
- Publio Clodio Pulcro, aristócrata, hermano de Clodia; cuenta con un papel menor.
- Cicerón, abogado, político, teórico, filósofo.
- Julia, tía de Julio César.
- Pompeya, segunda esposa de Julio César.
- Cornelio Nepote, biógrafo e historiador romano.
- Catulo, poeta romano que estaba enamorado de Clodia. Los poemas incluidos en esta novela son originales de ese autor, aunque son presentados con la traducción propia de Wilder.
- Cleopatra, reina del Antiguo Egipto y amante de Julio César.
- Citerea, actriz de origen plebeyo, muy admirada por Julio César; amante de Marco Antonio durante 15 años.
- Marco Antonio, inicialmente amante de Citerea, conoce a Cleopatra durante el desarrollo de la novela y se enamora de ella.
- Catón de Útica, también conocido como "Catón el Joven", renombrado representante del Estoicismo, hijo de Marco Porcio Catón, fue el líder de la oposición a la dictadura del César. También fue tío de Bruto.
- Servilia, antigua amante de Julio César, media hermana de Catón el Joven, fue la madre de Bruto.
- Marco Junio Bruto, sobrino de Catón que había recibido el trato de hijastro por parte del César. Es el más famoso integrante de los Liberatores.
- Porcia, hija de Marco Porcio Catón, hermana mayor de Catón el Joven.
- Calpurnia, tercera esposa del César.
- Suetonio, importante historiador romano y biógrafo; la novela se apoya en su relato del asesinato del César para concluir.